# Hohenmühle (Uehlfeld)
Hohenmühle ist ein Gemeindeteil des Marktes Uehlfeld im Landkreis Neustadt an der Aisch-Bad Windsheim (Mittelfranken, Bayern). Hohenmühle liegt in der Gemarkung Schornweisach.

## Geografie
Die Einöde liegt etwa einen Kilometer westlich von Schornweisach an der Weisach, die unmittelbar östlich des Ortes zwei Weiher speist. Im Nordwesten liegt das Waldgebiet Schnabel, im Südwesten das Waldgebiet Dachsbau. Die Kreisstraße NEA 1 führt nach Altershausen (2,8 km westlich) bzw. nach Schornweisach (1 km südöstlich).

## Geschichte
Im Jahre 1732 wurde die Mühle von Christoph Erlinger neu errichtet. Der Ortsname ist eine Lagebezeichnung (zur hochgelegenen Mühle).
Gegen Ende des 18. Jahrhunderts bestand Hohenmühle aus einem Anwesen. Das Hochgericht übte das brandenburg-bayreuthische Stadtvogteiamt Neustadt an der Aisch aus, was aber vom Castell’schen Cent Burghaslach ebenfalls beansprucht wurde. Die Dorf- und Gemeindeherrschaft und die Grundherrschaft hatte das Amt Burghaslach.
Von 1797 bis 1810 unterstand der Ort dem Justizamt Dachsbach und Kammeramt Neustadt. Im Rahmen des Gemeindeedikts wurde Hohenmühle dem 1811 gebildeten Steuerdistrikt Schornweisach und der 1813 gebildeten Ruralgemeinde Schornweisach zugeordnet. Bis 1820 unterstand das Anwesen dem Herrschaftsgericht Burghaslach der Grafen Castell. Am 1. Januar 1978 wurde Hohenmühle im Zuge der Gebietsreform in Bayern nach Uehlfeld eingemeindet.

### Baudenkmal
- Mühle[10]

### Einwohnerentwicklung
| Jahr      | 001824 | 001840 | 001861 | 001871 | 001885 | 001900 | 001925 | 001950 | 001961 | 001970 | 001987 |
| Einwohner | 18     | 15     | 23     | 17     | 21     | 5      | 4      | 4      | 2      | 2      | 1      |
| Häuser    | 2      | 2      |        |        | 3      | 1      | 1      | 1      | 1      |        | 1      |
| Quelle    | [ 12 ] | [ 13 ] | [ 14 ] | [ 15 ] | [ 16 ] | [ 17 ] | [ 18 ] | [ 19 ] | [ 20 ] | [ 21 ] | [ 1 ]  |

## Religion
Der Ort ist evangelisch-lutherisch geprägt und bis heute nach St. Roswinda (Schornweisach) gepfarrt.